# Desmodema
Desmodema is een geslacht van straalvinnige vissen uit de familie van spaanvissen (Trachipteridae). Het geslacht is voor het eerst wetenschappelijk beschreven in 1960 door Walters & Fitch.

## Soorten
- Desmodema lorum Rosenblatt & Butler, 1977
- Desmodema polystictum (Ogilby, 1898)